# Torchiarolo
Torchiarolo es una localidad y comune italiana de la provincia de Brindisi, región de Apulia, con 5.136 habitantes.

## Evolución demográfica
| Gráfica de evolución demográfica de Torchiarolo entre 1861 y 2001 |
|                                                                   |
| Fuente ISTAT - elaboración gráfica de Wikipedia                   |